# Беркенешть (Олт)
Беркенешть, Беркенешті (рум. Bărcănești) — село у повіті Олт в Румунії. Входить до складу комуни Вилчеле.
Село розташоване на відстані 124 км на захід від Бухареста, 20 км на південний схід від Слатіни, 58 км на схід від Крайови.

## Населення
За даними перепису населення 2002 року у селі проживали 899 осіб, усі — румуни. Усі жителі села рідною мовою назвали румунську.